# Gaston Hardouin Andlau

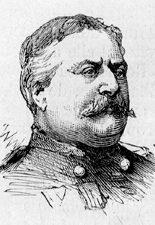
Gaston Hardouin Andlau

Gaston Hardouin Joseph, comte d’Andlau (* 1. Januar 1824 in Nancy, Département Meurthe-et-Moselle; † 27. Mai 1894 in Buenos Aires, Argentinien) war ein französischer General.

## Leben
D’Andlau war der Sohn des Armand Gaston Félix d’Andlau (16. November 1779–11. Juli 1860), Pair von Frankreich, der sich im Département Oise niedergelassen hatte und den Kanton Liancourt im Generalrat vertrat, und dessen Frau Pauline  Joséphine (geborene d’Hennezel de Gemmelaincourt). Er schlug, wie sein Vater und sein Onkel Hardouin Gustave (2. September 1887–8. Juni 1850) eine militärische Laufbahn ein, besuchte ab 1842 die Militärschule Saint-Cyr und beendete diese 1844 im Rang eines Leutnants. Bereits im darauffolgenden Jahr wurde er in den Generalstab berufen. Als Hauptmann zeichnete er sich im Krimkrieg beim Sturm auf den Fort Malakow (früher auch „Mamelon Vert“ genannt) und bei der Eroberung Sewastopols aus. Nach Beendigung des italienischen Kriegs entsandte man ihn als Militärattaché nach Wien. Er vertrat seine Regierung als Kommissar bei der Regelung der Grenze zwischen der Türkei und Serbien.
Im Jahr 1870 wurde er als Oberst dem Generalstab der Rheinarmee zugeteilt. Er nahm an den maßgeblichen Gefechten des Deutsch-Französischen Kriegs teil und avancierte zum Oberbefehlshaber der Rheinarmee. Als solcher nahm d’Andlau an der Schlacht von Metz teil, kapitulierte als Kommandant der Festung Metz und übergab sie am 27. Oktober 1870 an Friedrich Karl von Preußen.
Während seiner Internierung in Hamburg verfasste er mehrere Werke, u. a. auch eine Darstellung der Geschehnisse in Metz aus seiner Sicht. Diese Veröffentlichungen erregten großes Aufsehen, da darin Marschall François-Achille Bazaine der Mitschuld am „Unglück von Metz“ bezichtigt wurde und zu dessen Anklage und Verurteilung wesentlich beitrugen.
Dies bedeutete einen gewaltigen Karriereknick d’Andlaus. Durch den Einfluss des Generalstabs wurde er einige Jahre bewusst übergangen und konnte erst 1879 als Brigadegeneral reüssieren. Er wurde 1876 und 1879 vom Departement Oise zum Senator gewählt. 1886 wurde er in die Reserve der Generalität versetzt. Da er sich offenbar am Ordensschacher des Generals Louis Charles Caffarel beteiligt hatte, drohte ihm 1887 die Verhaftung. Er wurde in contumaciam zu fünf Jahren Gefängnis verurteilt. Durch die Affaire um den Handel mit Orden und, um der drohenden Gefängnisstrafe zu entgehen, verließ er Frankreich und ließ sich in Buenos Aires nieder. Ihm wurde jedoch sein Sitz als Senator und seine Rechte als Mitglied der Ehrenlegion entzogen.
D’Andlau war seit 1860 mit Therese Marie Rose Berthe (geborene Le Pelletier) verheiratet und hatte 2 Töchter. Er starb in Buenos Aires und fand dort auch seine letzte Ruhestätte.

## Ehrungen
- 1855 Ritter der Ehrenlegion
- 1859 „Médaille commémorative de la campagne d’Italie“
- 1860 Comte d’Andlau
- 27. Dezember 1861 Offizier der Ehrenlegion (Im Dezember 1887 durch Präsidialdekret suspendiert, nachdem ihn das Pariser Strafgericht vom 14. November 1887 wegen Versäumnis zu fünf Jahren Gefängnis und 3000 Francs verurteilt hatte.)
- Piusorden
- Mecidiye-Orden
- „Medaille de Crimée“ (5. Klasse)

## Werke
- Lettre d'un colonel d'état-major sur la capitulation de Metz. 1871.
- Metz, campagne et négociations. 1873.
- De la cavalerie dans le passé et dans l’avenir. 1869.
- Organisation et tactique de l’infanterie francaise depuis son origine. 1872.